# Prológica CP-400
Il CP-400 è un home computer a 8 bit prodotto nel 1984 dalla azienda brasiliana Prológica. 
Impiega una CPU Motorola 6809E ed è dotato di 64 kB di RAM.
Il CP-400 è un clone totalmente compatibile dell'home computer TRS-80 Color Computer.
Era disponibile in due modelli denominati Model I e Model II, dove la differenza tra i due modelli è limitata alla tastiera e alla quantità di memoria installata.